# São Francisco de Itabapoana
São Francisco de Itabapoana (frequentemente chamada como São Francisco) é um município brasileiro que pertence a região turística da Costa Doce, no estado do Rio de Janeiro, no Brasil. Possui uma área de 1 118,037 quilômetros quadrados, desses 60 quilômetros são de litoral com falésias de até dez metros de altura, é o quinto maior município em extensão territorial do Rio de Janeiro e o município mais oriental do estado. E segundo as estimativas do censo demográfico pelo Instituto Brasileiro de Geografia e Estatística de 2022 a sua população era de aproximadamente 45 059 habitantes. Possui o segundo pior índice de desenvolvimento humano entre os municípios do estado, atrás somente de Sumidouro.
O município é constituído de três distritos, São Francisco de Itabapoana (sede), Itabapoana e Maniva.

## Etimologia
O topônimo São Francisco de Itabapoana homenageia o santo padroeiro São Francisco de Paula; conhecido como "O Eremita da Caridade", por sua opção de desprezo absoluto pelos valores transitórios da vida e dedicação integral ao socorro do próximo. A locução é uma referência ao rio Itabapoana, que banha a região norte do município.
Conforme o Dicionário de Tupi Antigo, o topônimo "Itabapoana" deriva do termo tupi y-kûabapûana, que significa "correnteza de água (no rio ou no mar).

## História

### Colonização portuguesa

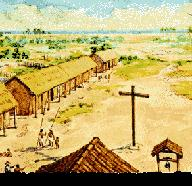
Reconstituição da Vila da Rainha, fundada às margens do Rio Paraíba do sul, outra possível localização da fundação da Vila.

O território do atual município de São Francisco do Itabapoana, quando da divisão do Brasil em capitanias hereditárias, passou a integrar a Capitania de São Tomé, ou Paraíba do Sul, concedida em 1536 a Pero Góis da Silveira.
Esse donatário se estabeleceu na área em 1539, escolhendo, para implantação do núcleo original, o lugar que considerou de solo fértil e abrigado do tempo e dos índios goitacás que dominavam a região. Houve um entendimento com os indígenas, possibilitando a primeira plantação de cana-de-açúcar, próxima ao Rio Itabapoana.
Após segregar com os locais, retornou a Portugal, ficando, em seu lugar, alguns
portugueses, até que outra expedição comandada pelo seu filho, Gil de Góis, aqui aportou.
O plantio de cana cresceu, mas também ele teve um desentendimento com as tribos coroados ao norte e dos goitacás ao sul, e o cultivo foi abandonado.
Muito se especula sobre a real localização da Vila da Rainha e da Vila de Santa Catarina das Mós. Sendo que ambas as vilas podem ter sido fundadas na região onde se encontra a cidade de São Francisco.
A Vila de Santa Catarina das Mós poderia estar localizada tanto a sul do Rio Itapemirim (ES) ou a sul do Rio Itabapoana (RJ). 
Documentos datados de 1790 da Vila de Victoria, contendo informações sobre a representação da Câmara de Vila de Nossa Senhora da Victoria e das outras vilas da capitania do Espírito Santo; tal documento contém informações sobre a economia, educação, geografia entre outras informações da capitania. Ao final do documento Ignácio João Mongeardino da informações sobre a barra do Itabapoana, mas especificamente da Fazenda Muribeca, ele diz: “E desta dita barra, distância de mais de legoa, no lugar chamado S. Catarina das Mós; limita a jurisdição desta Capitania...”.
Entretanto o Dicionário Histórico, Geográfico e Estatístico da Província do Espírito Santo, em 1878, diz: “Santa Catarina das Mós – assim se chama o campo entre a Ponta de Manguinhos e o rio Itabapoana perto da Ponta do Retiro onde se acham vestígios de antiga povoação. Em cima da Ponta existe um comoro, com umas Mós, e daí vem o nome para este campo.”
Na década de 1630, o povoado de São João Batista da Paraíba do Sul foi fundado, o qual mais tarde foi elevado a categoria de vila, o mesmo era formado pelos territórios de São João da Barra e de São Francisco do qual o sertão sanjoanense tem seu território naturalmente separado, pelo Rio Paraíba do Sul. O cultivo da cana-de-açúcar foi introduzido, mas o não conseguiu tal progresso, devido aos ataques constantes dos indígenas locais.

### Formação administrativa
Em 18 de janeiro de 1995 é criado pela lei estadual 2 379 desmembrado-se então, do atual município de São João da Barra e sendo instalado em 1º de janeiro de 1997.
O primeiro distrito da cidade seria criado pelo Decreto Provincial n.º 936, de 5 de novembro de 1856 e pelos Decretos Estaduais n.ºs 1, de 8 de maio de 1892 e 1-A, de 3 de junho de 1892, com denominação de Barra Sêca. Ao se integrar a cidade de São Francisco passou, assim, a ser o primeiro distrito do município, tendo seu nome alterado para São Francisco de Itabapoana (sede).
O segundo distrito foi criado pelo Decreto Provincial n.º 989, de 15 de outubro de 1857 e por Decretos Estaduais n.ºs 1, de 8 de maio de 1892 e 1-A, de 3 de junho de 1892, com a denominação de São Sebastião de Itabapoana. Passou a integrar o município com o nome Itabapoana.
O terceiro distrito foi criado pelo Decreto Provincial n.º 2.006, de 8 de maio de 1874 e por Decretos Estaduais n.ºs 1, de 8 de maio de 1892 e 1-A, de 3 de junho de 1892, com a denominação de São Luís Gonzaga, em 31 de dezembro de 1943 o distrito passou a ser chamado de Maniva, pelo Decreto-lei Estadual n.º 1.056, de 31 de dezembro de 1943.
Todos os três distritos foram criados antes da emancipação de São Francisco e até então mantidos.

## Geografia
Localiza-se a 21º28'12" de latitude sul, 41º07'08" de longitude oeste, São Francisco do Itabapoana está localizada na região Sudeste do Brasil, no Norte Fluminense do estado do Rio de Janeiro, a uma elevação de quatro metros do nível do mar. Está a uma distância de 327 quilômetros da capital do estado. Limita-se a oeste com o município de Campos dos Goytacazes, ao norte faz divisa com o estado do Espírito Santo, a sul com o município de São João da Barra e a leste é banhado pelo Oceano Atlântico. De acordo com a contagem da população de 2010, realizada pelo Instituto Brasileiro de Geografia e Estatística, a cidade possuía 47 247 habitantes. O território municipal estende-se por 1,111,335 km². O ponto mais alto, o Morro do Mico (200m), esta localizado na região rural do município.
De acordo com a divisão regional vigente desde 2017, instituída pelo IBGE, o município pertence às Regiões Geográficas Intermediária e Imediata de Campos dos Goytacazes. Até então, com a vigência das divisões em microrregiões e mesorregiões, fazia parte da microrregião de Campos dos Goytacazes, que por sua vez estava incluída na mesorregião Norte Fluminense.

### Hidrografia

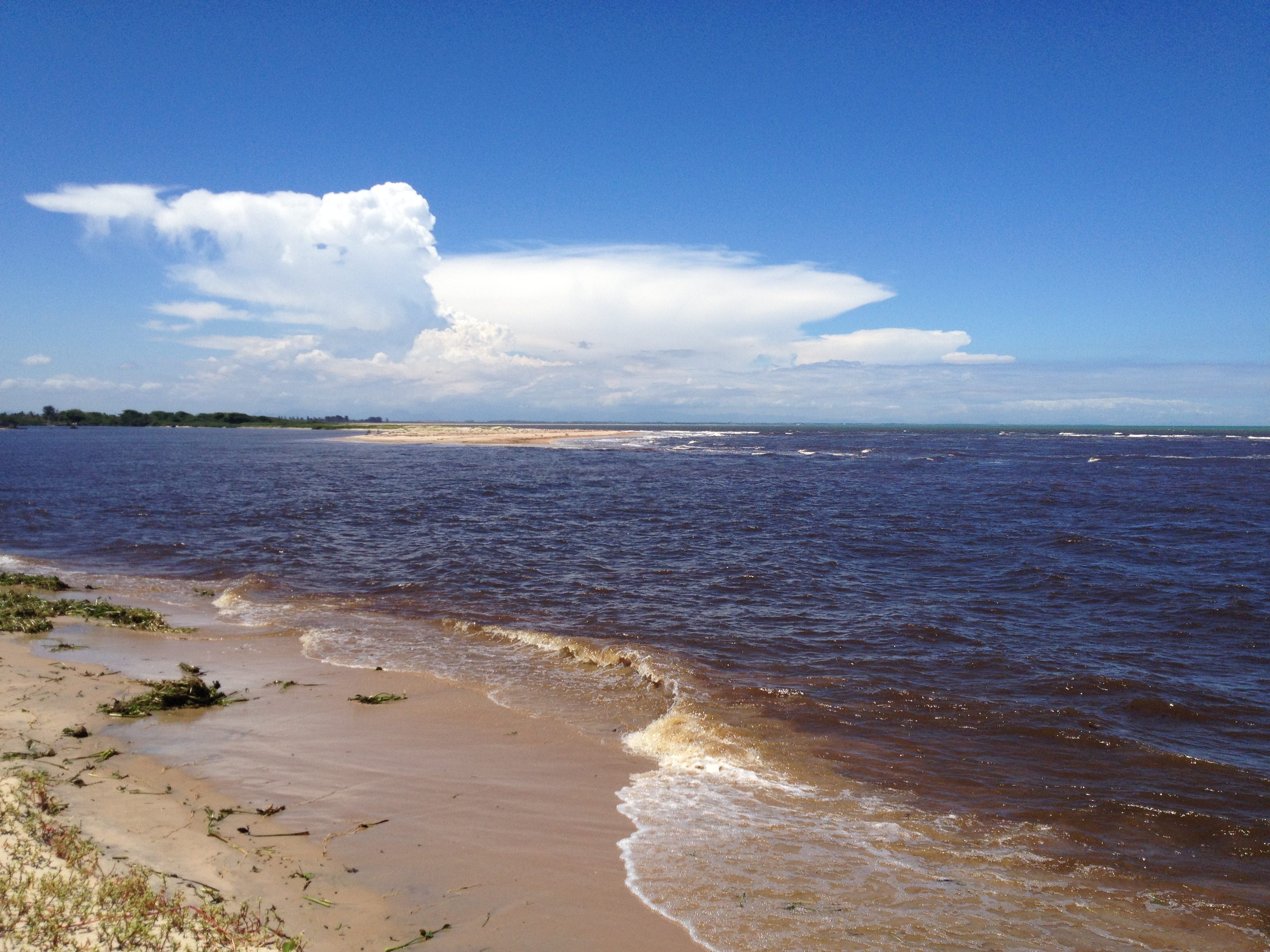
Foz do rio Itabapoana entre os estados do Rio de Janeiro e Espírito Santo.

O município de São Francisco de Itabapoana conta, excetuando-se as bacias do Itabapoana e do Paraíba do Sul, com bacias hidrográficas internas da nascente até o mar, podendo-se relacioná-las a seguir:
Bacia do Córrego Baixa do Arroz com foz na praia de Tatagiba, o córrego tem sua nascente no bairro de Praça João Pessoa e, recebe águas de outros riachos e córregos diversos como o de Bom Lugar, Ladeira das Pedras etc., afluem em direção a uma grande região alagada conhecida como Tigela (com alta salinidade), curvando em direção ao mar na localidade de Tatagiba, onde turistas banham-se na foz da bacia que percorre as areias quartzosas da praia de mesmo nome. A Bacia do Córrego Santa Luzia, nasce no bairro de mesmo nome, ele percorre várias áreas agrícolas dedicadas ao plantio de goiaba, cana-de-açúcar, coco, mandioca, abacaxi e a pecuária, além de abastecer a sede do terceiro distrito, Praça João Pessoa; a Bacia do rio Guaxindiba; o ribeirão nasce no Morro do Mico, ponto mais alto do município, e durante seu percurso até a sua foz no Oceano Atlântico, recebe água vinda de outros córregos; o sistema do Canal Engenheiro Antônio Resende é uma linha de drenagem que liga a Foz do ribeirão Guaxindiba com todos os cursos d’água abaixo da bacia do mesmo. Tais cursos d’água, ora nascem além da margem setentrional da rodovia RJ-224 entre São Francisco e a BR-101, ora ligam as águas da Lagoa do Campelo (divisa com Campos dos Goytacazes) e da Saudade (Campos), passando pelo assentamento do Zumbi dos Palmares, entre Campos (maior parte) e São Francisco. Outra linha de drenagem ligada ao Canal do Engenheiro vem da comunidade de Campo Novo, às margens do rio Paraíba do Sul. A Drenagem direta ao mar (Lagoa Doce, Guriri) entre Barra do Itabapoana e Tatagiba e entre Tatagiba e o córrego de Manguinhos, passando pela lagoa de Buena na localidade de mesmo nome. As bacias internas do Santa Luzia, Guaxindiba e Canal do Engenheiro têm como exutório o mesmo ponto: a foz do Guaxindiba.

#### Praias
Em seus 60 km de litoral o município possui mais de 20 praias, elas são:
| Tabela com as praias de São Francisco de Itabapoana | Tabela com as praias de São Francisco de Itabapoana |
| --- | --- |
| Praia de Gargaú Praia de NS de Fátima Praia de S. Cecília Praia Tropical Praia de S. Clara Praia de Itaperuna Praia dos Sonhos Praia do Sossego Praia de Manguinhos Praia da Caveira Praia de Guaxindiba | Praia de S. Antônio Praia de Barrinha Praia de Samambaia Praia de Buena Praia do Bicano Praia de Tatagíba Praia do Atalho Praia Lagoa do Mangue Praia da Lagoa Doce Praia de Itabapoana |

### Relevo
O município apresenta um relevo amplo e diversificado, com rochas do período Pré-cambriano, reconhecida, dentre os domínios, a Unidade Geológica Dona Joana e a Unidade São Fidélis, e formações de barreiras com depósitos do Terciário e depósitos Quaternário, representados pelos sedimentos paludais e sedimentos litorâneos.
As áreas elevadas de São Francisco, assim como a parte norte de seu litoral são mescladas por rochas de pequenas desenvolturas, com uma superfície áspera, com coloração variada de cinza-esverdeada clara a cinza-esverdeada escura.

### Clima
A cidade possui clima tropical, o nível pluviométrico é menor no inverno que no verão; na classificação climática de Köppen-Geiger, o clima do município é definido como Aw. A temperatura média anual no município é 23.1 °C, e possui uma pluviosidade média anual de 1003 mm.
Agosto apresenta uma média de precipitação de 26 mm, sendo o mês mais seco e dezembro apresenta uma média de 156 mm, sendo o mês de maior precipitação.
Com uma temperatura média de 25.7 °C, fevereiro é o mês mais quente do ano. A temperatura média de julho é de 20.4 °C durante o ano sendo a temperatura mais baixa.
Comparando-se os meses mais secos e mais chuvosos, temos uma diferença na precipitação de 130mm e temperaturas médias que variam 5.3 °C ao longo do ano.
| Dados climatológicos para São Francisco de Itabapoana | Dados climatológicos para São Francisco de Itabapoana | Dados climatológicos para São Francisco de Itabapoana | Dados climatológicos para São Francisco de Itabapoana | Dados climatológicos para São Francisco de Itabapoana | Dados climatológicos para São Francisco de Itabapoana | Dados climatológicos para São Francisco de Itabapoana | Dados climatológicos para São Francisco de Itabapoana | Dados climatológicos para São Francisco de Itabapoana | Dados climatológicos para São Francisco de Itabapoana | Dados climatológicos para São Francisco de Itabapoana | Dados climatológicos para São Francisco de Itabapoana | Dados climatológicos para São Francisco de Itabapoana | Dados climatológicos para São Francisco de Itabapoana |
| Mês                                                   | Jan                                                   | Fev                                                   | Mar                                                   | Abr                                                   | Mai                                                   | Jun                                                   | Jul                                                   | Ago                                                   | Set                                                   | Out                                                   | Nov                                                   | Dez                                                   | Ano                                                   |
| ----------------------------------------------------- | ----------------------------------------------------- | ----------------------------------------------------- | ----------------------------------------------------- | ----------------------------------------------------- | ----------------------------------------------------- | ----------------------------------------------------- | ----------------------------------------------------- | ----------------------------------------------------- | ----------------------------------------------------- | ----------------------------------------------------- | ----------------------------------------------------- | ----------------------------------------------------- | ----------------------------------------------------- |
| Temperatura máxima média (°C)                         | 29,6                                                  | 30,0                                                  | 29,5                                                  | 28,0                                                  | 27,1                                                  | 26,2                                                  | 25,6                                                  | 25,9                                                  | 26,1                                                  | 26,8                                                  | 27,5                                                  | 28,3                                                  | 30,0                                                  |
| Temperatura média (°C)                                | 25,5                                                  | 25,7                                                  | 25,1                                                  | 23,5                                                  | 22,1                                                  | 20,9                                                  | 20,4                                                  | 20,8                                                  | 21,9                                                  | 22,9                                                  | 23,7                                                  | 24,4                                                  | 23,0                                                  |
| Temperatura mínima média (°C)                         | 21,4                                                  | 21,4                                                  | 20,8                                                  | 19,0                                                  | 17,2                                                  | 15,7                                                  | 15,2                                                  | 15,8                                                  | 17,7                                                  | 19,0                                                  | 19,9                                                  | 20,6                                                  | 15,2                                                  |
| Precipitação (mm)                                     | 118,0                                                 | 99,0                                                  | 97,0                                                  | 80,0                                                  | 57,0                                                  | 40,0                                                  | 27,0                                                  | 26,0                                                  | 57,0                                                  | 100,0                                                 | 146,0                                                 | 156,0                                                 | 1 003,0                                               |
| Fonte: Climate-Data.org                               |                                                       |                                                       |                                                       |                                                       |                                                       |                                                       |                                                       |                                                       |                                                       |                                                       |                                                       |                                                       |                                                       |

### Rodovias
O município é cortado pelas rodovias a seguir:
- RJ-196
- RJ-224
- RJ-232
- RJ-204

## Subdivisões
O município é constituído de três distritos, São Francisco de Itabapoana (sede, 1° Distrito), Itabapoana (2° Distrito) e Maniva (3° Distrito).

### Regiões administrativas
São Francisco de Itabapoana é subdividida em quinze partes em termos, chamadas de regiões administrativas, sendo elas:
I - Região Administrativa 1 – compreendendo toda a localidade de Gargaú e Praias de N. Sra. de Fátima, São Luiz e Santa Cecília;
II – Região Administrativa 2 – compreendendo a localidade de Campo Novo;
III – Região Administrativa 3 – compreendendo as Praias de Santa Clara, Itaperuna, São Francisco e São Vicente;
IV – Região Administrativa 4, compreendendo as Praias de Sonhos e Sossego;
V – Região Administrativa 5, compreendendo as localidades de Imburí, Estreito, Arueira, Funil, Florestinha, Floresta;
VI – Região Administrativa 6, compreendendo a cidade de São Francisco e os bairros de Fazendinha, Espiador, Volta Redonda, Macuco, Santa Rita, Morro Alegre e Bom Jardim;
VII – Região Administrativa 7, compreendendo a localidade de Santa Luzia;
VIII – Região Administrativa 8, compreendendo a localidade de Pingo D`água;
IX – Região Administrativa 9 – compreendendo as localidades de Ponto de Cacimbas, Carrapato, Valão Seco, Alegria dos Anjos e Vilão;
X- Região Administrativa 10 – compreendendo as localidades de Praça João Pessoa e Santo Amaro;
XI- Região Administrativa 11 – compreendendo as Praias de Guaxindiba e Manguinhos;
XII – Região Administrativa 12 – Buena e Tatagiba;
XIII – Região Administrativa 13 – Amontado, Brejo Grande e Guarixima;
XIV – Região Administrativa 14 – Travessão de Barra, Praça da Fé, Batelão, Bom Lugar;
XV- Região Administrativa 15 - Barra do Itabapoana, Lagoa Doce, Guriri.

### Bairros e localidades
Abaixo segue a lista dos bairros de São Francisco, os mesmos não estão organizados de acordo com os três distritos do município.
| Bairros e localidades do município de São Francisco de Itabapoana | Bairros e localidades do município de São Francisco de Itabapoana | Bairros e localidades do município de São Francisco de Itabapoana |
| --- | --- | --- |
| 1° Distrito (São Francisco) | 2° Distrito (Barra Seca) | 3° Distrito (Maniva) |
| Centro Gargaú Boca da Areia Santa Clara Parque Tropical Praia dos Sonhos Caixa D'água Sossego Santa Rita Morro Alegre Imburi Floresta São Domingos Morro da Ameixa Recanto Beleza Lagoa dos Paus Barro Branco Bote Estreito Esquina Aroeira Florestinha Flor de Maio Cacimbas Campo Novo Fazendinha Funil Bom Jardim Ponto de Cacimbas Pingo D'água Praça Imaculada Macuco Volta Redonda Espiador Cajueiro | Ilha dos Mineiros Guaxindiba Barrinha Coréia Buena Barra do Itabapoana Tatagiba Guriri Lagoa Doce Praça da Fé Manguinhos Máquina Morro do Bode Lagoa Feia São Pedro Faxina Largo Travessão de Barra Batelão Santa Terrinha Canto do Junco Amontado Guarixima Retiro | Valão Seco Praça João Pessoa Alegria dos Anjos Quilombo Aldeia Santo Amaro Santa Luzia Areia Dourada Quatro Bocas Bom Lugar Ladeira das Pedras Imburi de Barra Vilão São Paulinho Boa Vista Italiana Nova Belém |

## Política
A administração se dá pelo poder executivo, poder legislativo e poder judiciário. Atualmente a cidade tem como prefeita Yara Cinthia Rocha Nogueira (Solidariedade), eleita por voto popular, em 2024, e o vice-prefeito é José Renato dos Santos (Renato Roxinho) (Republicanos).
A câmara de vereadores, localizada no Palácio Municipal Vereador Edenites da Silva Viana, representa o poder legislativo. Cabe a casa promulgar a Lei Orgânica do seu Município, organizar as funções legislativas e de fiscalização, cooperar com as associações representativas no planejamento municipal, nomear logradouros, elaborar leis ordinárias ou apreciar aquelas cuja iniciativa é prerrogativa do Executivo. O município abriga uma comarca representando o poder judiciário.
Em 26 de abril de 2018, a prefeitura lançou uma campanha intitulada “O Fórum é Nosso! A Justiça é Para Todos!”, visando a permanência da comarca do município perante a um projeto do Tribunal de Justiça do Estado do Rio de Janeiro (TJ-RJ) que visava acabar com algumas comarcas fluminenses. No dia 4 de fevereiro de 2019, em uma publicação no site oficial da prefeitura foi informado que a Presidência do Tribunal de Justiça do Estado do Rio de Janeiro (TJ-RJ) decidiu arquivar o procedimento que estudava a possibilidade de agrupar as comarcas de Juízo Único, incluindo a do município.

## Economia
O município possuí um dos menores índices de desenvolvimento humano, a cidade se encontrava na 91° posição no ranking do IDHM. Em 2016 a economia do município era representada por 34,12%  da administração pública, 15,26% vindos da indústria, da agropecuária eram 22,20% e os demais setores de serviço representavam 28,43% da atividade. A partir de dados de 2011, São Francisco recebe 9 milhões de reais em royalties. A principal base da economia municipal da cidade se baseia ainda na lavoura canavieira, da pecuária de corte e leiteira, da fruticultura e da pesca.

### Setor primário
São Francisco se destaca, sobretudo, no cultivo da mandioca, que já ocorre há décadas, a primeira fábrica de farinha de mandioca foi construída na cidade na década de 40.
Segundo a Pesquisa Agrícola Municipal, do IBGE (2018), a cidade é o maior produtor de abacaxi e mandioca do Estado (em quantidade) e o 2° maior produtor nacional de abacaxi, estando entre os 100 maiores na produção de mandioca.
Era também o segundo maior produtor de cana de açúcar, atrás apenas de Campos dos Goytacazes. 
Há também a produção de feijão, porem apesar de fraca, a cidade em 2018, foi a quarta maior produtora com 200ha de área cultivada, a segunda maior do estado.
Podemos destacar também a produção do milho, melancia, abóbora, o maracujá, o coco da Bahia e a goiaba, sendo os últimos quatro com produção no valor acima dos 300 000 reais anuais.
Na pecuária temos como destaque os rebanhos de bovinos, com mais de 50 000 cabeças e uma produção de leite acima dos 13 000 (x1000R$) anuais. Caprinos acima dos 800 cabeças, equinos e suínos mais de 1 000. Com relação as aves destaca-se a criação dos patos e ganços com mais de 750 cabeças. Em 2017, foram mais de 11 000 dúzias de ovos produzidas no valor de 600 000 reais anuais.

### Setor secundário
A presença do setor secundário no município ainda é bem fraca, nele podem-se destacar a indústria alimentícia, com a produção de farinha de mandioca em mais de 20 fabricas espalhadas pelo interior do município, e a indústria energética, com a presença do único Parque eólico de todo o sudeste brasileiro.

## Cultura

### Feriados
Em São Francisco de Itabapoana, há três feriados municipais, que são: o dia da emancipação do município, que ocorre em 18 de janeiro; o dia do padroeiro de São Francisco, São Francisco de Paula, comemorado em 2 de abril e o dia do Evangélico, que sempre é realizado no dia 30 de novembro.

## Demografia
De acordo com dados obtidos pelo Censo demográfico de 2010, o município de São Francisco de Itabapoana possui 41,354 habitantes, onde mais da metade da população vivia na área urbana.

### Evolução populacional
| Evolução de habitantes | Evolução de habitantes |
| ---------------------- | ---------------------- |
| Ano                    | Cidadãos               |
| 2000                   | 41.145                 |
| 2007                   | 44.475                 |
| 2010                   | 41.354                 |
| 2022                   | 45.059                 |

Fonte: IBGE   

### Etnias
| Etnias em São Francisco de Itabapoana (fonte:IBGE) | Etnias em São Francisco de Itabapoana (fonte:IBGE) | Etnias em São Francisco de Itabapoana (fonte:IBGE) |
| Cor/Raça                                           | Porcentagem                                        |                                                    |
| -------------------------------------------------- | -------------------------------------------------- | -------------------------------------------------- |
| Branca                                             | 62,7%                                              |                                                    |
| Parda                                              | 28,9%                                              |                                                    |
| Preta                                              | 8,0%                                               |                                                    |
| Sem declaração                                     | 0,4%                                               |                                                    |
| Indígena                                           | 0,1%                                               |                                                    |
| Amarela                                            | 0,0%                                               |                                                    |

Fonte: IBGE - CENSO 2000

### Religião
| Religiões em São Francisco de Itabapoana (2010) | Religiões em São Francisco de Itabapoana (2010) | Religiões em São Francisco de Itabapoana (2010) | Religiões em São Francisco de Itabapoana (2010) | Religiões em São Francisco de Itabapoana (2010) |
| ----------------------------------------------- | ----------------------------------------------- | ----------------------------------------------- | ----------------------------------------------- | ----------------------------------------------- |
| Religião                                        |                                                 |                                                 | Porcentagem                                     |                                                 |
| Católica Apostólica Romana                      | Católica Apostólica Romana                      |                                                 | 41,62%                                          | 41,62%                                          |
| Espírita                                        | Espírita                                        |                                                 | 11%                                             | 11%                                             |
| Evangélicos                                     | Evangélicos                                     |                                                 | 35%                                             | 35%                                             |

De acordo com o Censo do IBGE de 2010, onde foram avaliadas as religiões distribuídos em católica apostólica romana, espírita e evangélicas, o município de São Francisco de Itabapoana tem uma maioria católica de 17,211 moradores, o equivale a 41.62% dos habitantes, 65 moradores da religião espírita (11%) e 15.210 moradores são evangélicos (35%).
Há duas paróquias católicas em São Francisco de Itabapoana: Paróquia São Francisco de Paula e Paróquia Imaculada Conceição e São Sebastião, ambas pertencentes a Diocese de Campos.
As principais igrejas protestantes de São Francisco são: Assembleia de Deus, Igreja Batista, Presbiteriana, Maranata, Metodista.

## Infraestrutura

### Educação
Atualmente a rede municipal dispõe de 11
Creches e 49 Pré-Escolas, o Ensino Fundamental é oferecido no município em 65 unidades escolares, sendo 39 da rede municipal do 1º ao 5º ano, 15 do 1º ao 9º ano, 2 particulares do 1º ao 9º ano e 8 estaduais com o 9º ano.
O município não possui Instituição de Ensino Superior. Esse atendimento é realizado através do CONSÓRCIO CEDERJ, que foi implantado no ano de 2003, através de parceria firmada entre o governo estadual e municipal. Inicialmente ofertando dois cursos: Licenciatura em Matemática e Pedagogia que foi expandido e atualmente os universitários já usufruem dos seguintes cursos: Licenciatura em Ciências Biológicas, Física, Matemática, Química, Pedagogia e em Letras, o CEDERJ também implantou o curso de Ciências Contábeis. Além do Polo CEDERJ, São Francisco de Itabapoana apresenta a Unopar, a mesma apresenta uma diversidade de cursos semi-presenciais. 
Além do Polo CEDERJ, que oferece Ensino Superior no município, universitários são atendidos com transporte oferecido pelo Governo Municipal para cursar o Ensino Superior no município vizinho, Campos dos Goytacazes.

### Saúde
Em 2010, o município possuía vinte unidades básicas de saúde, duas clínicas especializadas, dois consultórios isolados, um hospital geral e uma policlínica, dois pronto-socorros geral, uma unidade de serviço de apoio de diagnose e terapia e uma unidade móvel terrestre; num total de 30 estabelecimentos de saúde.
A cidade conta com um único hospital, o Hospital Municipal Manoel Carola (HMMC), este foi fundado no ano de 1949, como Associação Filantrópica Ruy Barbosa, com muito esforço populacional, principalmente do comerciante Manoel Bernardo de Oliveira, o qual foi homenageado dando nome ao atual hospital. Em 2003, a unidade foi municipalizada.

### Transporte
O município possuí um terminal rodoviário, o Terminal Rodoviário Manoel Carlos da Silva, no centro da cidade; a rodoviária conta atualmente com sete plataformas de ônibus, quatro guichês, duas lojas, banheiros masculino, feminino e para portadores de necessidades especiais, bar, guarda-volumes e balcão de informações. As obras da mesma que deram início no ano de 2011 não foram completadas após cinco anos. Atualmente o município é contemplado por uma empresa pertencente ao grupo Rogil, que atua no município com nove veículos. Cerca de 48 vans também realizam serviços de transporte na sede e nas principais localidades como Praça João Pessoa, Ponto de Cacimbas, Barra de Itabapoana e o Litoral.
A construção de um terminal portuário no município para, atender e dar apoio logístico à exploração e produção de petróleo e gás natural na Bacia de Campos, com possibilidade de alcançar também as bacias do Espírito Santo e de Santos, em São Paulo; deram início em 2013.
- Terminal Marítimo Ponto do Gargaú
- Usina Canabrava, na divisa de São Francisco de Itabapoana e Campos dos Goytacazes

### Patrimônios culturais, naturais e turísticos
- Estação Ecológica Estadual de Guaxindiba
- Parque Eólico de Gargaú
- Jongo do Quilombo da Barrinha;
- Quilombo de Deserto Feliz;
- Fazenda Santana;
- Casa do Barão (Barão austríaco Ludwing Kummer);
- Ruínas da Tipity;
- Biblioteca pública municipal de São Francisco de Itabapoana;
- Barracão cultural de Gargaú.[41]